# Королёв, Александр Петрович
Александр Петрович Королёв (15 декабря 1953, Куйбышев — 2006) — советский футболист, полузащитник, нападающий, советский и российский футбольный тренер.

## Карьера
С 1971 по 1976 играл во второй лиге за ульяновскую «Волгу», затем выступал за «Динамо» (Ставрополь) и оренбургский «Газовик».
Во второй половине 1979 года сыграл 5 матчей в высшей лиге за куйбышевские «Крылья Советов», после чего завершил карьеру.
В 1982 году работал тренером, а затем и главным тренером «Газовика». В 1986 и 1989—1990 годах — главный тренер ульяновского «Старта». В 1991 году в первом круге чемпионата тренировал уфимский «Башсельмаш». В 1991—1994 годах — главный тренер «Текстильщика» (Ишеевка). В 1995—1996 годах — главный тренер саранской «Светотехники». В 1997—1998 годах — вновь главный тренер ульяновской «Волги». В 1999—2001 годах — главный тренер оренбургского «Газовика». В 2002—2004 годах — главный тренер челябинского «Зенита». В 2005 году был тренером в клубе «Лада»-СОК.